# Fahri Kasırga
 (janvier 2025).
Si vous disposez d'ouvrages ou d'articles de référence ou si vous connaissez des sites web de qualité traitant du thème abordé ici, merci de compléter l'article en donnant les références utiles à sa vérifiabilité et en les liant à la section « Notes et références ».
Fahri Kasırga, né le 20 janvier 1953 à Çayeli (Rize), est un procureur, haut fonctionnaire et homme politique turc.
Il termine ses études secondaires au Lycée de Kabataş, diplômé de la faculté de droit de l'Université d'Istanbul en 1977. Il commence sa carrière professionnelle en 1978. Procureur de la général de Fatsa, de Diyarbakır, de Kocaeli et d'Ankara, devient sous-secrétaire d'État du ministère de la justice (2003-2007 et 2007-2008) ministre indépendant de la justice pendant les élections législatives turques de 2007. Haut conseiller du ministre de la justice (2008-2014) et conseiller principal du premier ministre Recep Tayyip Erdoğan (2008-2014), sous-secrétaire d'État au première ministère en 2014, secrétaire général de la présidence de la République (2014-2018), conseiller principal du président de la République Recep Tayyip Erdoğan (2018-2023), membre du Conseil de l'enseignement supérieur (2015-2023).